# Santhál Parganá
Santhál Parganá představuje jednu z pěti správních jednotek známých jako kraje či regiony (divize) státu Džhárkhand ve východní Indii.

## Původ jména
Název Santhál Parganá je odvozen z etnonyma Santhál (jeden z nejpočetnějších ádivásí kmenů Indie) a parganá, administrativní jednotka (termín používaný hlavně středověkými vládci).

## Umístění
Santhál Parganá je jedním z regionů Džhárkhandu. Správním městem je Dumká. V současnosti jej tvoří šest okresů: Góddá, Déoghar, Dumká, Džámtárá, Sáhibgandž a Pákur.

## Dějiny
Britové se snažili lovecko-sběračské kmeny z Rádžmahalských hor přimět k přechodu na usedlé zemědělství, ti však odmítali vykácet lesy. Britské úřady tedy v oblasti usazovali Santálce, kteří byli ochotni k odlesňování a schopni usedlého zemědělství. V roce 1832 byla rozsáhlá oblast vymezena jako Santál Parganá a prohlášena za území Santálců. Přesídlovali sem Santálci z okresů Katak, Dhalbhúm, Bírbhúm, Mánbhúm a Hazáríbágh a začali zemědělsky obhospodařovat půdu. Britové od nich vybrali daň z výnosů. Vybírání daní a vykořisťování zamíndáry a lichváři vedlo k povstání Santálců, vedenému bratry Sidhu a Kanhu Murmu, jež bylo potlačeno.
V roce 1855 byl kraj Santhál Parganá součástí britského Bengálska. V nezávislé Indii byl do vzniku státu Džhárkhand součástí státu Bihár.
Jazyky v Santálských parganách (sčítání z r.2011)

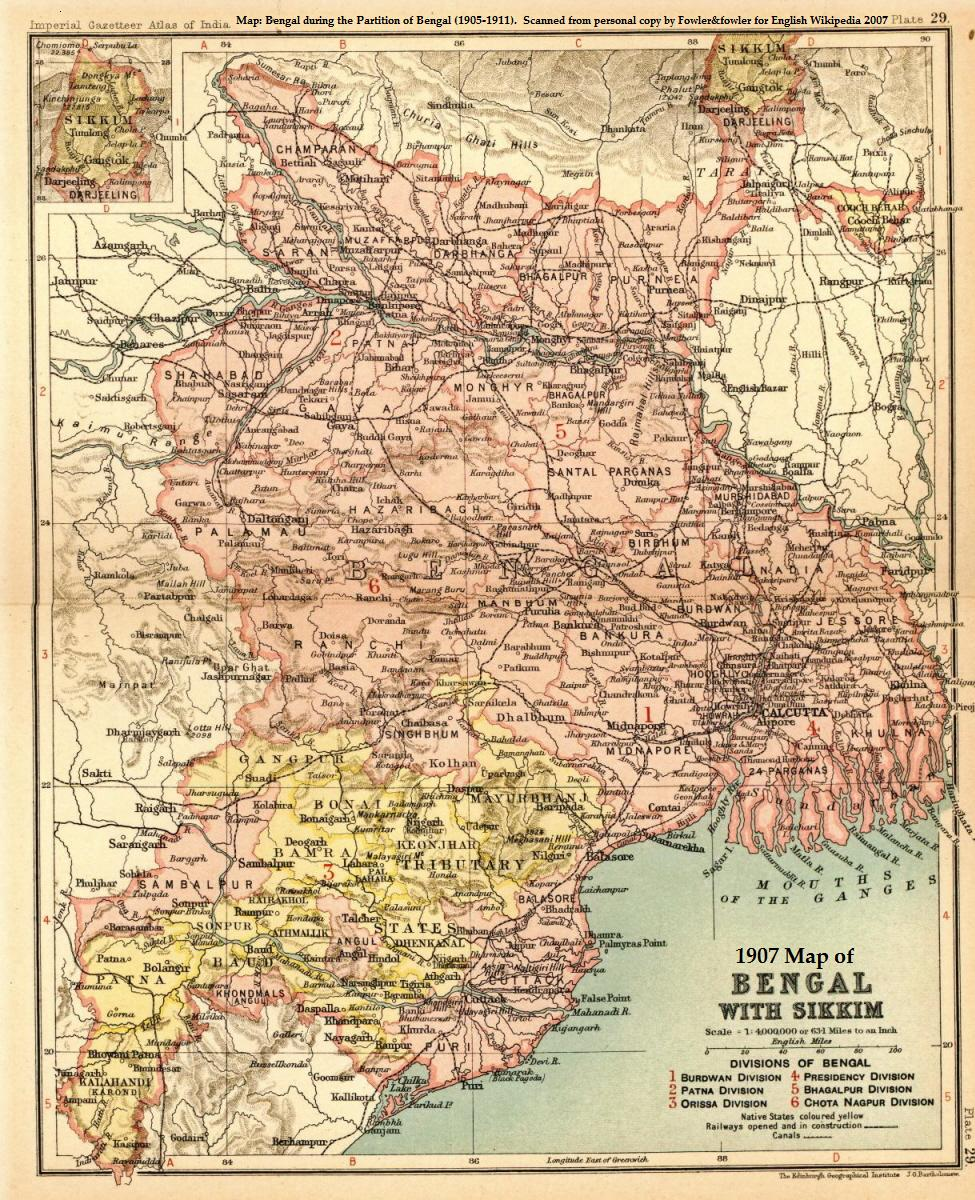
Santálské pargany na mapě oblasti Bengálska z roku 1907
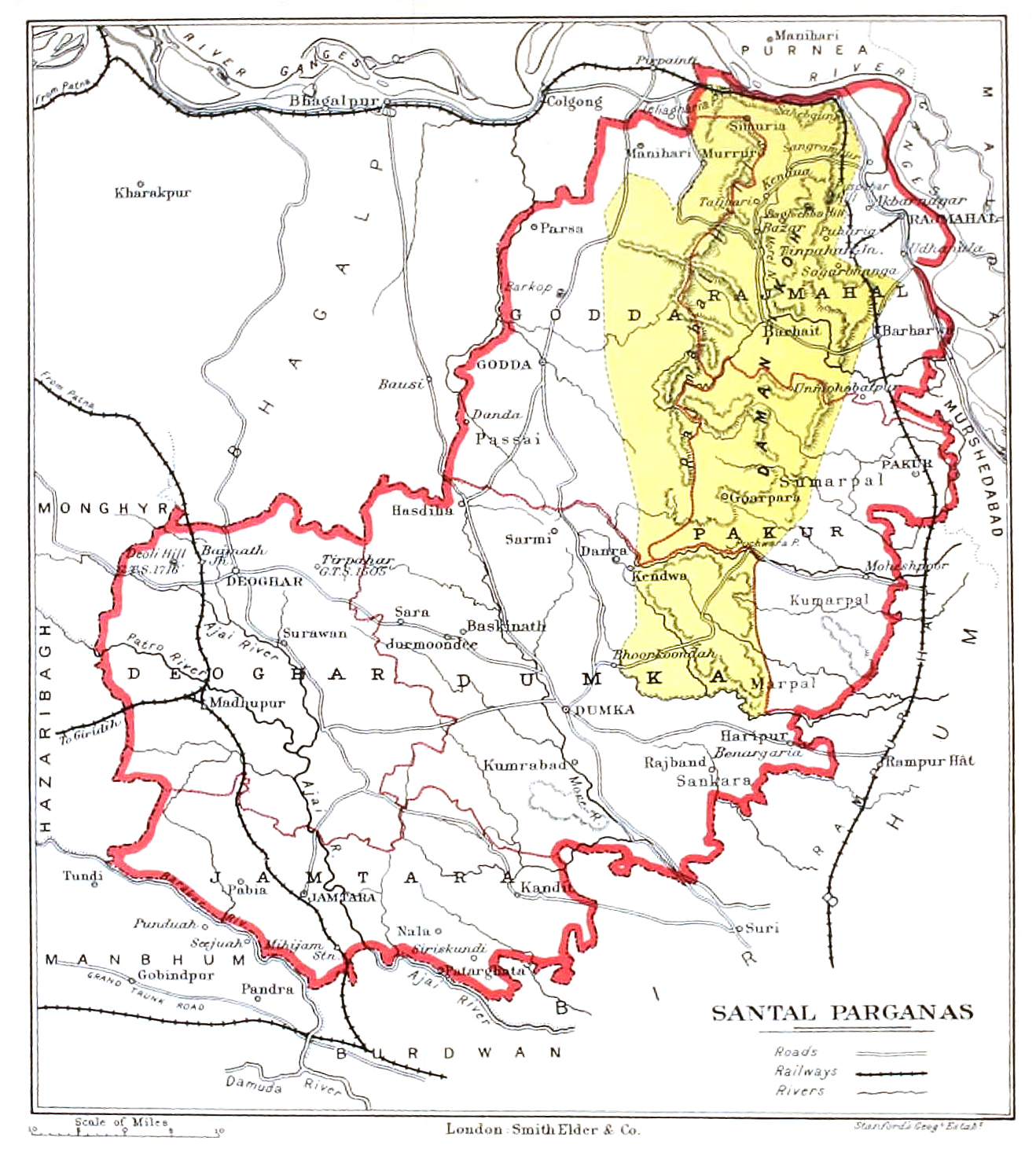
Mapa regionu z r. 1905
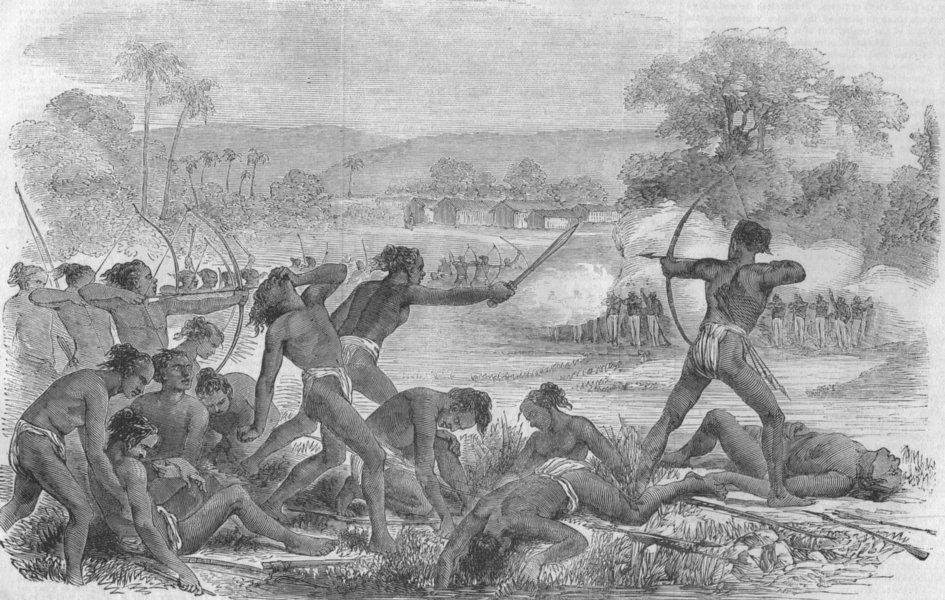
Útok šesti set Santálců na oddíl padesáti sipáhíů (domorodé pěchoty).